# John Cooper (tennista)
John Cooper (Alexandra, 4 novembre 1946) è un ex tennista australiano.

## Carriera
In carriera ha vinto un titolo nel singolare, il Dutch Open nel 1972. Nei tornei del Grande Slam ha ottenuto il suo miglior risultato raggiungendo la finale di doppio a Wimbledon nel 1973, in coppia con il connazionale Neale Fraser.
In Coppa Davis ha disputato un totale di 7 partite, collezionando 4 vittorie e 3 sconfitte.

## Statistiche

### Singolare

#### Vittorie (1)
| Numero | Anno          | Torneo                | Superficie | Avversario in finale | Punteggio                 |
| 1.     | 6 agosto 1972 | Dutch Open, Hilversum | Cemento    | Hans Kary            | 6–1, 3–6, 12–10, 3–6, 6–2 |

### Doppio

#### Finali perse (1)
| Numero | Anno | Torneo            | Superficie | Compagno     | Avversari in finale        | Punteggio               |
| 1.     | 1973 | Wimbledon, Londra | Erba       | Neale Fraser | Jimmy Connors Ilie Năstase | 6–3, 3–6, 4–6, 9–8, 1–6 |